# Можи-Мирин (футбольный клуб)
«Можи-Мирин» — бразильский футбольный клуб из одноимённого города, штата Сан-Паулу.

## История
Клуб основан 1 февраля 1932 года, домашние матчи проводит на стадионе «Ромилдан», вмещающем 19 900 зрителей. Профессиональный статус клуб обрёл в 1950-х годах, но до 1980-х годов выступал в низших лигах. С приходом в 1980-х годах на пост президента клуба Вилсона ди Барроса, результаты клуба улучшились и в 1986 году «Можи-Мирин» дебютировал в высшем дивизионе Лиги Паулиста. С тех пор клуб лишь раз вылетал из высшего дивизиона штата, но уже на следующий сезон в неё вернулся.
В 2001 году «Можи-Мирин» занял второе место в Серии С чемпионата Бразилии, и в 2002 году дебютировал в Серии В. В Серии В «Можи-Мирин» провёл в общей сложности три сезона, лучший результат — 10-е место в 2002 году. В 2012 году клуб дебютировал в Серии D Бразилии, а по итогам сезона 2014 вернулся в Серию B.
Самым известным игроком в истории клуба является Ривалдо, для которого «Можи-Мирин» стал фактически первым профессиональным клубом в карьере, на закате карьеры в 2014 году Ривалдо провёл ещё несколько матчей за основную команду, после чего стал президентом клуба.
В 2018 году выступал в Серии D Бразилии. В 2019 году клуб снялся со всех соревнований.

## Достижения
- Чемпион второго дивизиона Лиги Паулисты (2): 1985, 1995
- Вице-чемпион Серии С (1): 2001

## Известные тренеры
- Антонио Карлос Заго
- Эдсон Шолби Насименту (2015)[2]